# 内桶氏
内桶氏（うちおけし）は常陸国久慈郡小野崎（現在の茨城県常陸太田市）に興った氏族小野崎氏より分家した氏族である。本姓は藤原氏。家紋は中輪に足付き違い鷹の羽や隅切り角の下り藤、馬櫛など。

## 歴史

### 南北朝時代～室町時代

#### 佐竹譜代九十三騎
康応元年に佐竹義盛が家督を継いだ際に、九十三家の譜代衆からなる家臣団の名簿が作成された。そのうち「地之譜代」の「佐都之西東之奉公衆」として内桶の名が記載されていることが「康応記録」と「佐竹譜代記録」に確認できる。なお、佐竹譜代記録には「小野崎ヨリ分共云又養ス共云」と記載されている。

#### 田渡城築城
天文年間に内桶弥太郎が田渡城を築城したとされている。しかし、ほかにも城主であるとあげられる人物がいるため、未だ確定はできていない。だが、「内桶」と「弥太郎」の名前は、この城の南西部の集落に字として残っており、現在も茨城交通のバス停として内桶の名が使用されている。なお、その周辺にも佐竹氏家臣の名や名字が地名となっている場所が存在しているため、内桶氏も田渡の地に何かしらの関与があったことが見受けられる。その後、内桶氏は天正年間には額田の上河合に移り、額田の重臣となっている。額田への移転は金砂郷大里の来迎院に寄進した大般若経に記載されている。

### 戦国時代～江戸時代

#### 来迎院へ経典を寄進
内桶氏は天正年間に金砂郷大里の来迎院へ額田小野崎一族として、佐竹氏一族とともに経典を寄進していることが大般若経に記載されている。内桶治部左衛門重胤は第170巻を寄進、内桶丹後守通胤は天正7年8月吉日に第582,583,585巻、同年11月に第306,367巻、同年11月3日に405巻、同年11月12日に第226巻を寄進、内桶駿河守は天正6年9月27日に第420巻を寄進、内桶駿河守家中藤女は天正6年10月20日に第422巻を寄進している。

#### 佐竹氏の出羽国転封
慶長7年に佐竹氏が出羽国に転封になった際、内桶丹後守が共に出羽国へと移っている。そのため、現在も相対的に秋田県と茨城県に内桶姓が多く、久保田藩の分限帳には内桶姓が見られ、「梅津正景日記」には内桶與兵や内桶庄八という名が見られる。